# Corte Savella

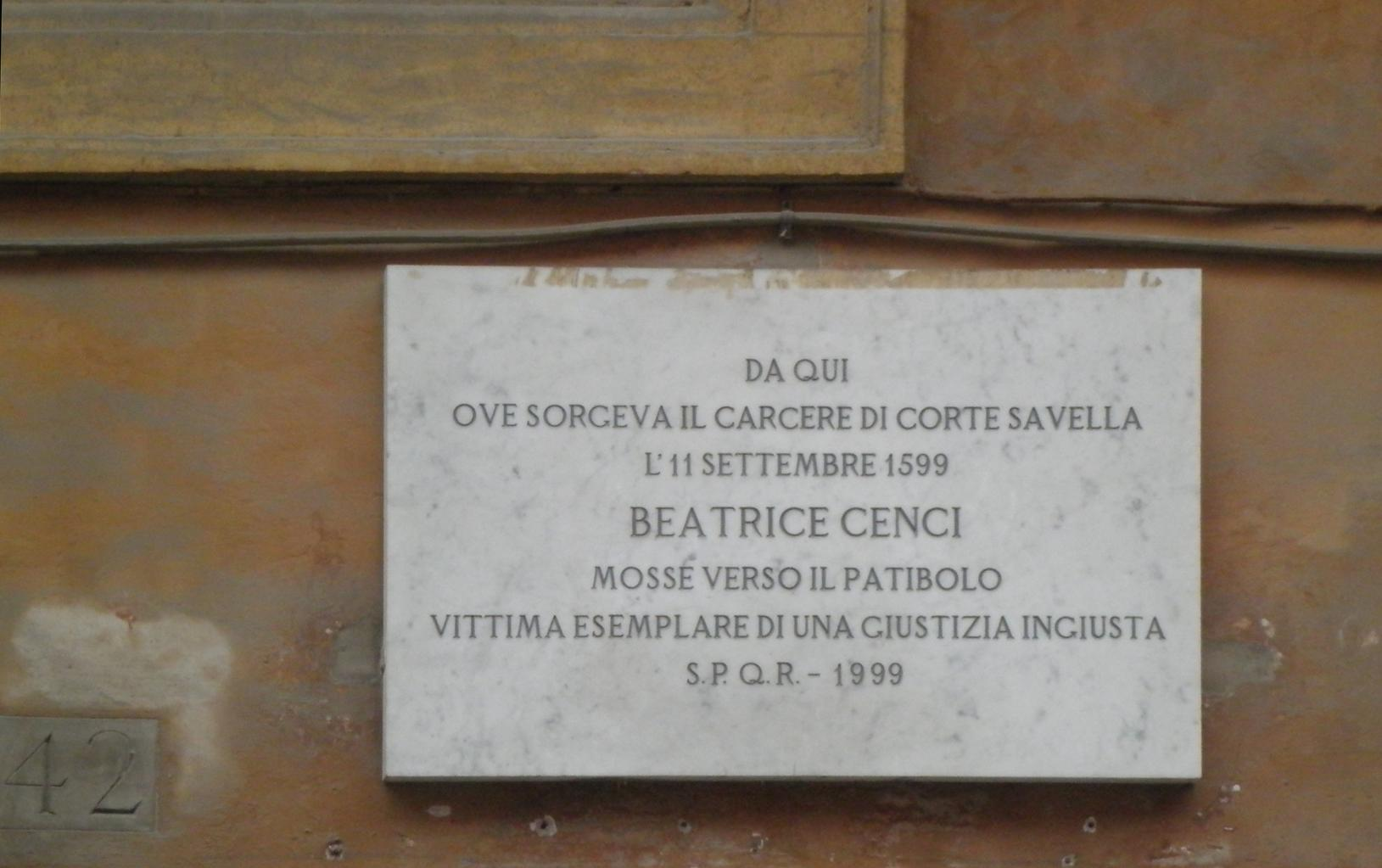
Memoria di Beatrice Cenci e della Corte Savella, a Via di Monserrato all'altezza del civico 42.

La Corte Savella è stato un tribunale e carcere romano affidato alla cura della famiglia Savelli sin dal 1375 nella loro carica di Marescialli di Santa Romana Chiesa e custodi del conclave. Prima di essi il carcere era affidato alla giurisdizione della famiglia Capodiferro in prossimità delle loro abitazioni. Altrimenti detto Curia dei Savelli era competente a giudicare cause criminali per delitti comuni di varia natura, che estendeva la sua competenza su tutti i laici della famiglia pontificia, e che divideva la sua giurisdizione in Roma con quello di Tor di Nona, con diritto di infliggere la pena capitale che veniva eseguita o presso il carcere stesso, altrimenti a piazza Padella presso la chiesa di San Nicolò degli Incoronati detto anche de Furcis (presso l'attuale testata di ponte Giuseppe Mazzini) per la presenza stabile del patibolo, o a piazza di Ponte attuale piazza di ponte Sant'Angelo.
Il tribunale disponeva di un giudice, due notari, un bargello, un custode delle carceri e un esecutore delle condanne. Era situato in un immobile di proprietà della famiglia, che prima di andare ad abitare dopo il 1368 nel sito del Teatro Marcello poi Monte Savello risiedeva non distante dal luogo nelle case di vicolo Savelli, lungo la via anticamente detta Arenula o della Regola che poi prese nome dal carcere, ora nota come Via di Monserrato. Sulla facciata erano visibili lo stemma del Papa Gregorio XIII Boncompagni che vi apportò alcuni restauri e l'iscrizione BERNARDINUS SABELLUS CURIAE DE SABELLIS MARESCALLUS PERPETUUS. Sullo stesso luogo ora sorge un palazzo seicentesco, sede del Venerabile Collegio Inglese esistente nei pressi sin dal XIV sec., all'angolo con Via di Montoro già vicolo di Corte Savella, contraddistinto nella pianta di Gio. Battista Nolli con il n. 698.
A seguito della richiesta di ampliamento del tribunale da parte dei Savelli, preso atto delle sue condizioni di estremo degrado denunciate da lungo tempo soprattutto dal confinante Collegio degli Inglesi i cui monaci erano disturbati dalle continue grida dei tormentati, nel 1652 il Papa Innocenzo X ne decretò l'abolizione con gli annessi privilegi della famiglia, avocandone il possesso per costruirne di nuove, decidendo successivamente per la cessione al medesimo Collegio che ne portò a compimento la demolizione, con la costruzione delle Carceri nuove in Via Giulia.
Il luogo passò alla storia per il famoso processo a Beatrice Cenci nel 1599 che vi venne reclusa processata e torturata e da cui ne uscì per essere giustiziata a ponte Sant'Angelo.